# Bakuriani

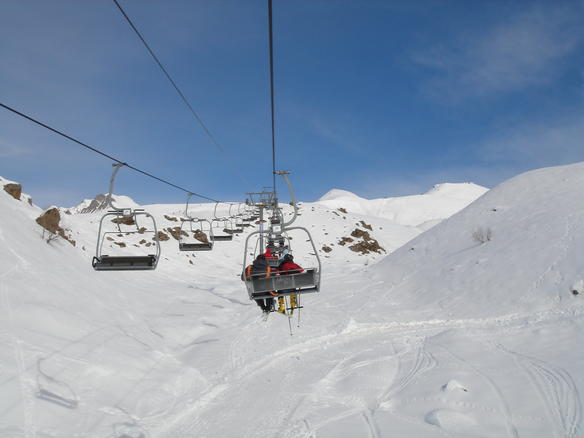
En av flera liftar i Bakuriani.

Bakuriani (georgiska: ბაკურიანი) är en daba (stadsliknande ort) och vintersportort i Georgien med 1 879 invånare (år 2014). Orten ligger på 1 700 meters höjd.
Bakuriani var också hemstad för rodelåkaren Nodar Kumaritasjvilis, som dog under ett träningsåk på Olympiska vinterspelen 2010.
Gatan som Kumaritasjvili bodde på under stora delar av sitt liv har senare döpts om till hans ära.